# Sebastian Albrecht
Sebastian Albrecht (* 12. April 1990 in Berlin) ist ein deutscher Eishockeytorwart, der seit 2023 für die Rostock Piranhas in der Oberliga Nord aufläuft.

## Karriere
Sebastian Albrecht begann seine Karriere als Eishockeyspieler in seiner Heimatstadt bei den Eisbären Juniors Berlin, für deren U18-Junioren er von 2005 bis 2008 in der Deutschen Nachwuchsliga aktiv war. Anschließend lief der Torwart in der Saison 2008/09 für die erste Mannschaft der Eisbären Juniors in der drittklassigen Oberliga auf. Im Sommer 2009 erhielt er einen Vertrag bei den Eisbären Berlin, kam in der folgenden Spielzeit jedoch nur für den FASS Berlin in der Regionalliga zum Einsatz.
In der Vorbereitung auf die Saison 2010/11 nahm Albrecht mit den Eisbären Berlin an der European Trophy teil, die er als Ersatztorwart mit seiner Mannschaft gewann. Am 12. September 2010 kam er darüber hinaus bei der 4:7-Niederlage gegen den ERC Ingolstadt zu seinem Debüt in der Deutschen Eishockey Liga. Den Großteil der Spielzeit verbrachte er jedoch erneut mit einer Förderlizenz als Stammtorwart beim FASS Berlin, der in der Zwischenzeit in die Oberliga aufgenommen wurde. Zur Spielzeit 2010/11 wurde er zusätzlich mit einer Förderlizenz für die Eispiraten Crimmitschau ausgestattet, kam dort jedoch zu keinem Einsatz. Für 2011/12 unterschrieb er einen Vertrag bei den Westsachsen, für die er bis 2015 spielte.
Zur Saison 2015/16 wechselte Albrecht zu den Saale Bulls Halle in die Oberliga Nord, wo er mit einem Gegentorschnitt von 1,96 und sechs Shutouts zum besten Torhüter der Liga avancierte. Für die Spielzeit 2016/17 verlängerte Albrecht seinen Vertrag beim MEC Halle 04. Zur Saison 2017/18 wechselt Albrecht zum Liga-Rivalen Hannover Indians, die er nach nur einer Spielzeit wieder verließ, um in die DEL2 zurückzukehren und sich erneut den Eispiraten Crimmitschau anzuschließen.
Nach einer Saison in Crimmitschau verließ Albrecht die Eispiraten und unterzeichnete erneut einen Vertrag bei den Saale Bulls in Halle.
Im Jahr 2023 erfolgte nach weiteren vier Saisons bei den Saale Bulls der Wechsel zu den Rostock Piranhas.

## Erfolge und Auszeichnungen
- 2010 European-Trophy-Gewinn mit den Eisbären Berlin
- 2016 Wahl zum "Torhüter der Jahres" in der Spielzeit 2015/16
- 2017 Wahl zum "Torhüter der Jahres" in der Spielzeit 2016/17